# Robbie Tice
William Robert Tice, detto Robbie (White Rock, 24 luglio 1990) è un giocatore canadese di futsal nel ruolo di intermedio e di calcio nel ruolo di centrocampista.

## Carriera

### Club

#### Gli inizi
Nato a White Rock, Columbia Britannica, Tice ha cominciato a giocare a calcio nella squadra locale del Peace Arch. Ha anche fatto parte delle giovanili dei Vancouver Whitecaps. Sempre per questa franchigia, ha giocato nella Super Y-League: nell'edizione 2006, Tice ha segnato 5 reti in 4 partite per la formazione Under-16 ed è stato inserito nella squadra ideale del torneo. Sempre nel 2006, ha partecipato poi alla Milk Cup con i San Francisco Seals. Dai 16 anni, ha iniziato a giocare per il Peace Arch nella Pacific Coast Soccer League (PCSL). Nell'estate 2007 si è allenato con la formazione Academy del Crewe Alexandra, ma il trasferimento non si è concretizzato ed ha pertanto continuato a giocare con il Peace Arch.

#### L'approdo in Europa
Successivamente al conseguimento del diploma, Tice ha fatto ritorno nel Regno Unito, più precisamente in Scozia. È stato ingaggiato dall'Ayr United, squadra militante in Second Division ma per cui ha giocato prevalentemente nella formazione Under-19.
Nell'estate 2009 è tornato ad allenarsi con il Crewe Alexandra, per accordarsi poi con il Nantwich Town, in Northern Premier League. Tice ha giocato in questo club per la stagione 2009-2010, alternando la militanza con il Nantwich Town agli allenamenti con il Crewe Alexandra.
Terminata la stagione, Tice si è trasferito in Norvegia, per sostenere provini con Ranheim e Bodø/Glimt. A giugno 2010 ha firmato con questo club, limitandosi a giocare per la sua squadra riserve.
A metà del campionato 2011, Tice si è accordato con il Kjelsås, in 2. divisjon. Ha esordito in squadra il 14 agosto di quello stesso anno, nella vittoria esterna per 1-3 sul campo del Mjølner.
Prima dell'inizio della stagione 2012, Tice ha sostenuto dei provini con Strømmen ed Ullensaker/Kisa. Il 4 giugno dello stesso anno ha però firmato per il Nesodden.

#### Il ritorno in America del Nord
Tice è ritornato in America del Nord per la stagione 2013. È stato invitato a partecipare allo NASL Combine a Fort Lauderdale, dove ha segnato una rete in 3 partite. Ha poi firmato un contratto con l'Ocala Stampede, per cui ha debuttato nel secondo turno della U.S. Open Cup 2011, quando la sua squadra è stata sconfitta per 2-1 dall'Orlando City. La settimana seguente ha segnato, all'89º minuto, il gol della vittoria contro l'IMG Academy ed è stato incluso nella squadra della settimana della USL PDL. L'Ocala ha vinto la Southeast Division della PDL, prima di essere sconfitto nella Conference Championships, al turno successivo. Tice ha segnato 3 reti in 15 partite per questa squadra.
Agli inizi del 2014, Tice si è allenato con i tedeschi del Garching e gli austriaci dello Schwaz. Ha poi firmato per il Washington Crossfire, compagine militante sempre in USL Premier Development League. Nel 2015 si è allenato con gli islandesi del Fjölnir.
Dopo questa esperienza, Tice è stato aggregato ai Seattle Sounders 2, squadra riserve dell'omonima franchigia. Ha giocato una partita amichevole con questi colori, durante il precampionato.

#### Nuovamente in Europa
Ad agosto 2015, Tice ha fatto ritorno in Norvegia per giocare nel Leknes, in 4. divisjon (quinto livello del campionato). Ha esordito in squadra in data 8 agosto, subentrando a Markus Hansen nella vittoria per 2-1 sul Lofoten.

### Nazionale
Tice ha giocato per la Nazionale di calcio a 5 del Canada durante il CONCACAF Futsal Championship 2012. L'esordio era però avvenuto in una partita amichevole contro la Costa Rica, in data 23 giugno 2012. Tice ha giocato le tre partite disputate dal Canada nella fase a gironi del torneo, contro Guatemala, Stati Uniti e Panama.